# José Enrique Moratalla
José Enrique Moratalla Molina (Granada, febrero de 1949) es un médico neurocirujano y político español, alcalde de Granada entre 1999 y 2003.

## Trayectoria
Nacido en la granadina Carrera del Darro en febrero de 1949, está casado y tiene tres hijos. Es el segundo de cuatro hermanos, entre ellos el cantautor Enrique Moratalla. Hijo de militar (coronel retirado del Ejército de Tierra ya fallecido). Fue neurocirujano de profesión, con plaza en el Hospital Ruiz de Alda de Granada, en el que ejercía en 2006.

## Carrera política
Desde el 2002 es presidente del Partido Socialista Obrero Español autonómico (PSOE), en el equipo de Manuel Chaves. Fue reelegido como presidente en julio de 2004.
Fue miembro del Comité Federal del PSOE desde 1996 hasta el 2004. Fue delegado de Salud del gobierno autonómico a finales de los años 80. Fue elegido secretario general provincial del PSOE de Granada entre los años 1996 y 2002. En esta etapa le tocó elegir al nuevo secretario general del PSOE en el 35 Congreso del partido y se distinguió por su apoyo a José Luis Rodríguez Zapatero, frente al aparato del PSOE, que favoreció la candidatura de José Bono. Hombre de confianza de Zapatero, tiene una estrecha relación política con el secretario de organización del PSOE nacional, José Blanco.

## Alcaldía
Moratalla fue elegido alcalde de Granada en 1999 con los votos de los concejales de PSOE e Izquierda Unida, entre otros, en lo que se conoció como el pacto tripartito del Ayuntamiento de Granada. Sucedió a Gabriel Díaz Berbel, y su gestión fue continuada por el popular José Torres Hurtado. Accedió a la alcaldía tras ganar un proceso de elecciones primarias en el PSOE local frente a otros dos candidatos (el exrector José Vida Soria y la eurodiputada María Izquierdo).
Como alcalde afrontó distintos hitos en la ciudad de Granada: dotó a la ciudad de un nuevo Plan General de Ordenación Urbana que no tenía desde 1985, impulsó una malograda candidatura olímpica a los Juegos Olímpicos de 2010, trató la problemática del botellón, colocó una polémica estatua ecuestre del artista Guillermo Pérez Villalta coronando la fachada del Ayuntamiento con motivo de su 500 aniversario, desarrolló un vasto plan de inversiones en los barrios, impulsó un plan especial para el desarrollo de una de las zonas más deprimidas de la ciudad -el polígono de Almanjáyar-, así como distintos proyectos de rehabilitación del casco histórico de Granada financiados por la Unión Europea. Fue uno de los impulsores de la Declaración de Londres sobre los fondos estructurales y su uso para fortalecer las zonas rurales y urbanas en el seno de la Unión. 
Resultó elegido concejal en las elecciones municipales de 2003 y aunque declaró en una entrevista a El País (29 de mayo de 2003) "Voy a estar en la oposición cuatro años, sin ningún tipo de dudas", acabó dejando su acta de concejal.